# Campylorhynchus megalopterus
Campylorhynchus megalopterus là một loài chim trong họ Troglodytidae.